# Chrysolina mauroi
Chrysolina mauroi é uma espécie de artrópode pertencente à família Chrysomelidae.